# Probador de teoremas lógicos
Un probador de teoremas lógicos es una metodología o programa (software), que rechaza o acepta un teorema según un conjunto de reglas predefinidas. Ejemplos: Prolog y el lenguaje Lisp creado por John McCarthy del MIT en 1958.